# Tướng về hưu (phim)
Tướng về hưu là một bộ phim tâm lý xã hội của đạo diễn Nguyễn Khắc Lợi, ra mắt năm 1988.
Truyện phim dựa theo truyện ngắn cùng tên của nhà văn Nguyễn Huy Thiệp.

## Nội dung
Là câu chuyện đau xót về những tình cảm gia đình đã mất đi trong cơn lốc của thời đổi mới, ông Thuấn - một vị tướng cả đời phục vụ cho Cách Mạng và chiến đấu cho độc lập tự do nước nhà, ông chấm dứt bao vất vả đời lính để an hưởng tuổi già giữa xã hội hòa bình. Nhưng khi trở về  ông hoàn toàn lạc lõng trong một đời sống đang thay đổi khi những chuẩn mực đạo đức chạy theo nền kinh tế thị trường. Tình cảnh gia đình ông Thuấn dường như rất phổ biến trong xã hội Việt Nam lúc giao thời, khi đồng tiền len lỏi và chi phối trong mọi mối quan hệ. Ông Thuấn như người xa lạ trong chính ngôi nhà của mình trước cô con dâu sắc sảo, người con trai nhu nhược và một bà vợ lẩn thẩn.

## Diễn viên
- Mạnh Linh... Ông Thuấn
- Hoàng Cúc... Thủy
- Trần Hạnh... Ông Cơ
- Đoàn Anh Thắng... Hòa
- Văn Toản... Ông Bổng
- Thu An... Bà Thuấn
- Hoàng Dũng... Khổng
- Lê Tú Oanh... Lài
- Thùy Hương... Bé My
- Chiều Xuân... Kim Chi
- Hoàng Thắng... Tuân
- Mai Châu
- Hòa Tâm
- Ngọc Thắng
- Lân Bích
- Hoàng Văn Bầu

## Ê-kíp
- Thiết kế mĩ thuật: Ngô Bích Hải
- Âm thanh: Trần Kim Thịnh
- Dựng phim: Nguyễn Việt Nga
- Hóa trang: Nguyễn Thị Lam
- Ánh sáng: Nguyễn Doãn Thọ
- Dựng cảnh: Phạm Đức Mạnh
- Đạo cụ: Nguyễn Trọng Hoàn
- Tiếng động: Minh Tâm